# Kurt Berger
Kurt Berger (* 11. April 1885; † nach 1945) war ein deutscher Jurist, Amtshauptmann und Landrat.

## Leben und Wirken
Nach Schulbesuch, Studium der Rechtswissenschaften und Promotion zum Dr. jur. legte er am 11. Februar 1914 die juristische große Staatsprüfung ab. Danach war er im öffentlichen Dienst als Regierungsrat tätig und in der Amtshauptmannschaft Bautzen eingesetzt.
Am 1. Mai 1928 wurde er zum Amtshauptmann in der Amtshauptmannschaft Marienberg im sächsischen Erzgebirge berufen. Er blieb dort bis zu seiner 1933 erfolgten Versetzung als Amtshauptmann in die Amtshauptmannschaft Zittau in der Oberlausitz. Er trat zum 1. Mai 1933 der NSDAP bei (Mitgliedsnummer 1.934.652).
Berger blieb, ab 1. Januar 1939 mit der neuen Amtsbezeichnung Landrat, bis zum Ende des Zweiten Weltkrieges im Amt.